# HMS E10
HMS E10 – brytyjski okręt podwodny typu E. Zbudowany w latach 1912–1913 w HM Dockyard Chatham, Chatham kosztem 101 900 funtów. Okręt został wodowany 29 listopada 1913 roku i rozpoczął służbę w Royal Navy 10 marca 1914. 
W 1914 roku E10 stacjonował w Portsmouth przydzielony do Drugiej Flotylli Okrętów Podwodnych (2nd Submarine Flotilla) pod dowództwem Lt. Cdr. William St. J. Frasera. 
18 stycznia 1915 roku po wyjściu na patrol w okolice Helgolandu. W godzinach wieczornych wszelki ślad po okręcie zaginął. Przypuszcza się, że okręt wszedł w niemieckie pole minowe. Cała załoga została uznana za zaginioną.